# Микитенко Тетяна Олексіївна
Тетяна Олексіївна Микитенко (нар. 28 серпня 1981, Київ) — українська журналістка, блогерка, телеведуча. Засновниця і ведуча блогу й щотижневої інформаційно-розважальної програми «Рагулі» на YouTube-каналі Ragulivna.

## Життєпис
Батько — письменник і журналіст, мати — викладачка англійської мови.
Закінчила Київський національний університет, вивчала турецьку мову на відділенні сходознавства. Здобула юридичну освіту в Академії МВС (заочно). Працювала в компанії Голден Телеком.
З 2009 — політична оглядачка англомовної редакції Всесвітньої служби радіомовлення України. Викладала англійську мову в університеті. Ведуча онлайн-проєкту «Школа корупції».
Тетяна Микитенко одружена з Андрієм Павленком (з опцією вільних стосунків), з яким вела спільні YouTube-етери "АМБ", "ПТС" (посттелевізійний синдром), а згодом новий формат під назвою "День Бабака". У 2022 році народила сина Олеся.

### «Рагулі»
Засновниця, співвласниця, ведуча блогу й телепроєкту «ragu.li», де критикує агресивний несмак українських та іноземних публічних осіб, зокрема політиків та співачок. 2011 року 50 % проєкту придбав Володимир Петров в рамках «Lumpen Production» (наразі угоди не існує). Ведуча та авторка ютуб-каналу Ragulivna.
12 листопада 2021 року ютуб-канал «Ragulivna» був заблокований адміністраторами платформи. На своїй сторінці у Facebook Микитенко повідомила, що це сталося без жодних попереджень. 13 листопада 2021 року Тетяна розповіла про те, що YouTube відхилив її апеляцію та залишив канал заблокованим. У причині відеохостинг зазначає, що причиною блокування стали «ворожі висловлювання»:
|  | Гібридна свобода слова у гібридній війні. Але нічого, ми боремось далі на новому каналі та на інших платформах. Зараз важливо від вас підписуватися деінде та підтримувати нас. |

Згодом адміністрація сервісу YouTube переглянула своє рішення та розблокувала канал.

### «Читанка»
Організаторка онлайн-проєкту «Читанка», в рамках якого оцифрувала й виклала у відкритий доступ 2,5 тисячі дитячих книжок українською мовою, виданих до 1991 року. В проєкті викладено лише ті книги, які вже давно не видаються і їх не можна купити в крамницях